# Funkcja Carmichaela
Funkcja λ (lambda) Carmichaela – funkcja określona dla dodatnich liczb całkowitych, której wartością dla danej liczby {\displaystyle n} jest najmniejsza liczba, taka, że podniesiona do jej potęgi liczba względnie pierwsza z {\displaystyle n} przystaje do {\displaystyle 1\operatorname {mod} n,} przy czym {\displaystyle \lambda (0)=0}.
{\displaystyle \forall _{k<n}\left[{\mbox{NWD}}(k,n)=1\Rightarrow k^{\lambda (n)}\operatorname {mod} n=1\right],}
gdzie NWD to największy wspólny dzielnik, a „{\displaystyle \operatorname {mod} n}” – reszta z dzielenia przez {\displaystyle n.}

## Definicja formalna
Formalnie, dla danej liczby {\displaystyle n,} {\displaystyle \lambda \ (n)} to najmniejsza taka liczba, że:
{\displaystyle \forall _{k<n,\ NWD(k,n)=1}\ k^{\lambda (n)}\operatorname {mod} n=1,}
gdzie NWD to największy wspólny dzielnik, a „{\displaystyle \operatorname {mod} n}” – reszta z dzielenia przez {\displaystyle n.}
Wychodząc od pojęcia grupy, pojęcie funkcji Carmichaela można wprowadzić dużo naturalniej. Mianowicie, jeżeli rozważymy multiplikatywną grupę klas reszt modulo n {\displaystyle (Z_{n}^{*})} z działaniem mnożenia modulo n to:
{\displaystyle \lambda (n)=\min\{k:\forall _{x\in Z_{n}^{*}}\ x^{k}\equiv 1\},}
przy czym powyższe potęgowanie należy rozumieć jako składanie działania z grupy.

## Własności
Poniżej {\displaystyle \lambda } – oznacza funkcję Carmichaela, {\displaystyle \phi } – funkcję Eulera.

### Ścisły wzór
Ścisły wzór na funkcję λ jest następujący (w poniższym wzorze pi to dla różnych indeksów różne liczby pierwsze, a αi – liczby naturalne):
{\displaystyle \lambda (n)=\left\{{\begin{array}{cl}\phi (n)&n=p_{i}^{\alpha _{i}},\ p_{i}>2\lor \alpha _{i}<3\\{\frac {\phi (n)}{2}}&n=2^{\alpha _{i}},\ \alpha _{i}>2\\NWW{\big (}\lambda (p_{1}^{\alpha _{1}}),\dots ,\lambda (p_{k}^{\alpha _{k}}){\big )}&n=\prod _{i=1}^{k}p_{i}^{\alpha _{i}}\end{array}}\right.,}
przy czym NWW to najmniejsza wspólna wielokrotność.

### Oszacowania
Dla dowolnej liczby naturalnej {\displaystyle k} prawdziwe jest oszacowanie górne:
{\displaystyle \lambda (k)\leqslant \phi (k).}
Dla dowolnej stałej {\displaystyle c<{\frac {1}{\ln {2}}},} dla dostatecznie dużych {\displaystyle n} zachodzi nietrywialne ograniczenie:
{\displaystyle \lambda (n)>\ln(n)^{c\ln \ln \ln {n}}.}
Z drugiej strony dla pewnej stałej {\displaystyle c'} i nieskończenie wielu {\displaystyle n} zachodzi
{\displaystyle \lambda (n)<\ln(n)^{c'\ln \ln \ln {n}}.}

### Wartości dla potęg liczby dwa[4]
Dla potęg liczby dwa zachodzą następujące równości:
{\displaystyle \lambda (2^{n})=\phi (2^{n})} dla {\displaystyle 0\leqslant n\leqslant 2,}
{\displaystyle \lambda (2^{n})=2^{n-2}={\frac {\phi (2^{n})}{2}}} dla {\displaystyle n\geqslant 3.}

### Wartość dla liczb pierwszych
Jeżeli {\displaystyle p} – liczba pierwsza to zachodzi:
{\displaystyle \lambda (p)=\phi (p)=p-1.}

### Wartość dla potęg nieparzystych liczb pierwszych[4]
Jeżeli {\displaystyle p} – nieparzysta liczba pierwsza a {\displaystyle k} – liczba naturalna to zachodzi:
{\displaystyle \lambda (p^{k})=p^{k-1}(p-1)=\phi (p^{k}).}

### Wartość dla iloczynu liczb względnie pierwszych
Niech {\displaystyle p,}{\displaystyle q} – dwie liczby naturalne; wówczas:
{\displaystyle NWD(p,q)=1\Rightarrow \lambda (pq)=NWW{\big (}\lambda (p),\lambda (q){\big )}.}

## Twierdzenie Carmichaela – związek funkcji z Małym Twierdzeniem Fermata
tzw. Twierdzenie Carmichaela mówi, że następujące dwa warunki są równoważne:
- {\displaystyle \lambda (n)\ |\ (n-1),}
- {\displaystyle \forall _{a\in \mathbb {N} }\ NWD(a,n)=1\Rightarrow a^{n-1}\equiv 1\ (\operatorname {mod} n).}

## Przykład zastosowania funkcji Carmichaela
Problem: obliczyć {\displaystyle 3^{2000}\operatorname {mod} 248.}
Rozwiązanie: ponieważ 248 i 3 są względnie pierwsze (248 nie dzieli się przez 3, bo 2+4+8=14 a 1+4=5 → cecha podzielności przez 3), to możemy skorzystać z właściwości funkcji Carmichaela. λ(248)=NWW(λ(8),λ(31))=NWW(4, 30)=30. Tak więc – {\displaystyle 3^{30}\operatorname {mod} 248=1.} Co więcej – ponieważ 30 „mieści się” w 2000 66 razy to zachodzi:
{\displaystyle 3^{2000}\operatorname {mod} 248=((3^{30})^{66})(3^{20})\operatorname {mod} 248=(1^{66})(3^{20})\operatorname {mod} 248=3^{20}\operatorname {mod} 248,}
co jest już do policzenia znacznie prostsze. Jeżeli nie dysponujemy kalkulatorem to możemy skorzystać z prostej właściwości – mianowicie 35=243 co, rozważając działanie {\displaystyle \operatorname {mod} 248} jest równoważne wartości {\displaystyle -5(243=248-5).} Czyli:
{\displaystyle 3^{20}\operatorname {mod} 248=((3^{5})^{4})\operatorname {mod} 248=(-5)^{4}\operatorname {mod} 248=25^{2}\operatorname {mod} 248=625\operatorname {mod} 248=129.}

## Funkcja Carmichaela i funkcja Eulera
Ponieważ patrząc w odpowiedni sposób na funkcję Eulera, obie ww. funkcje pełnią podobną funkcję (tzn. są uniwersalnym wykładnikiem, dającym dla podstaw względnie pierwszych z argumentem, wartość przystającą do 1), to warto zobaczyć jaki jest realny zysk wartości. Np.
{\displaystyle \phi (105)=\phi (3\cdot 5\cdot 7)=\phi (3)\phi (5)\phi (7)=2\cdot 4\cdot 6=48,}
{\displaystyle \lambda (105)=NWW{\big (}\lambda (3),\lambda (5),\lambda (7){\big )}=NWW(2,4,6)=12.}
Oszczędność jest więc wyraźna.

## Wartości dla 25 początkowych liczb naturalnych

Wykres funkcji dla przedziału <1;23>

| 1. | 2. | 3. | 4. | 5. | 6. | 7. | 8. | 9. | 10. | 11. | 12. | 13. | 14. | 15. | 16. | 17. | 18. | 19. | 20. | 21. | 22. | 23. | 24. | 25. |
| -- | -- | -- | -- | -- | -- | -- | -- | -- | --- | --- | --- | --- | --- | --- | --- | --- | --- | --- | --- | --- | --- | --- | --- | --- |
| 1  | 1  | 2  | 2  | 4  | 2  | 6  | 2  | 6  | 4   | 10  | 2   | 12  | 6   | 4   | 4   | 16  | 6   | 18  | 4   | 6   | 10  | 22  | 2   | 20  |

## Wartości dla 7 najmniejszychliczb Carmichaela
| 561. | 1105. | 1729. | 2465. | 2821. | 6601. | 8911. |
| ---- | ----- | ----- | ----- | ----- | ----- | ----- |
| 80   | 48    | 36    | 112   | 60    | 1320  | 198   |